# Nadolnik (Sainte-Croix)
Pour l’article homonyme, voir Nadolnik (Chodzież).
Nadolnik est une localité polonaise de la gmina de Secemin, située dans le powiat de Włoszczowa en voïvodie de Sainte-Croix.